# Helen Lemmens-Sherrington
Helen Lemmens-Sherrington (Preston, Lancashire, Regne Unit, 4 d'octubre, 1834 - Brussel·les, Bèlgica, 9 de maig de 1906), va ser una soprano d'òpera i concertista anglesa destacada des de la dècada de 1850 fins a la de 1880.
Nascuda al nord d'Anglaterra, va passar gran part de la seva infantesa i posteriorment la seva vida a Bèlgica, on va estudiar al Conservatori de Brussel·les. Després de compromisos a l'Europa continental, va fer el seu debut a Londres el 1856. La seva carrera com a cantant va ser majoritàriament en concerts, però a la primera meitat de la dècada de 1860 va aparèixer a l'òpera al Covent Garden i a altres principals teatres de Londres.
Després de retirar-se de l'actuació, Lemmens-Sherrington es va convertir en professora a la seva antiga universitat de música a Brussel·les i a la Royal Academy of Music de Londres i al "Royal Manchester College of Music".

## Joventut
Helen Sherrington quan era petita, la seva família es va traslladar primer als Països Baixos i després a Bèlgica. Va estudiar cant a Rotterdam i al Conservatori de Brussel·les. Va començar la seva carrera a Londres a la plataforma de concerts, construint-se una reputació com a cantant de concert a la segona meitat de la dècada de 1850. Després d'èxits als Països Baixos i França, va cantar a Londres per primera vegada el 1856, i va ser convidada a tornar en anys successius. El 1859 The Illustrated London News va dir d'ella:
| « | "La veu de Madame Lemmens és pura, brillant i suau: la seva brúixola supera les dues octaves i mitja, amb una facilitat de vocalització singular. Amb molt sentiment natural i expressió artística, Madame Lemmens posseeix un estil refinat i gràcil, i és, en conjunt, una de les cantants més realitzades del dia." | » |

El 1857 es va casar amb l'organista i compositor belga Jacques-Nicolas Lemmens, que va fundar l'Escola de Música d'Església de Malines el 1878. Van tenir dos fills, que es van convertir en enginyers, i dues filles. Una d'elles, Maggy Lemmens nascuda a Londres el 7 de setembre de 1874 i morta a Brussel·les el 29 de març de 1962, es va casar amb un nebot de l'arquitecte Joseph Poelaert, René Poelaert, (1874–1946), corredor de borsa, director de la "Central Mutual Fund and Public. Funds", nascut el 16 de juliol de 1874 a Brussel·les i mort a Schaerbeek el 12 de desembre de 1946, fill de Constant Poelaert, advocat del Tribunal d'Apel·lació de Brussel·les (1827-1898) i Ernestine Jacobs (1835-1882).

## Carrera escènica
El debut teatral de Lemmens-Sherrington va ser el 1860, en la primera producció d'una nova òpera, Robin Hood, de George Alexander Macfarren (llibret de John Oxenford). Aquest va ser escollit per Edward Tyrrel Smith com el vehicle per intentar llançar una òpera anglesa al Her Majesty's Theatre, la temporada anglesa que s'executarà simultàniament amb una temporada italiana en nits alternes. Els cantants contractats eren Lemmens-Sherrington (Maid Marian), Mme Lemaire, Charles Santley, Mr Parkinson i John Sims Reeves (Locksley). L'orquestra va ser dirigida les nits angleses per Charles Hallé. El duet amb Reeves, "When lovers are separad" i la cançó de Marian "True love, true love in my heart" (el tema de la qual va recórrer tota la partitura) van ser "exquisidament triturats" i van rebre aplaudiments entusiastes. Va tenir tant d'èxit que Reeves i Sherrington van aconseguir una taquilla millor fins i tot que Thérèse Tietjens i Antonio Giuglini en les nits alternes a Il trovatore i Don Giovanni. Immediatament després d'això, amb Santley, Janet Monach Patey i altres, va aparèixer breument a The Amber Witch de Wallace, però els agutzils es van traslladar, i en el seu trasllat al Drury Lane Theatre el seu paper va ser ocupat per Euphrosyne Parepa-Rosa.
De gener a març de 1864, al "Her Majesty's", Lemmens-Sherrington va cantar Marguerite a Faust de Gounod, el segon any de la producció anglesa, en el repartiment amb Santley (presentant Dio possente), Reeves (distingit en l'acte 1) i Marchesi (Mephisto). A la "Royal English Opera" de Covent Garden va aparèixer a Helvellyn de Macfarren (també compartida amb Parepa-Rosa) i a Rose, or Love's Ransom. Durant les dues temporades següents va actuar a l'Òpera Italiana de Covent Garden, com a Donna Elvira (Don Giovanni), Adalgisa (Norma), Élisabeth de Valois (Don Carlo), Isabella (Robert le diable) i Prascovia (L'étoile du nord). Després d'això, la seva carrera va ser principalment a la plataforma de concerts; va cantar sovint amb Santley, Patey, Antoinette Sterling, Sims Reeves i Signor Foli, als populars "concerts de balades" sota la direcció de John Boosey.

El 1871 ella i el seu marit van fer una extensa gira amb el popular baríton francès Jules Lefort. El mateix any Lemmens-Sherrington va ser un dels grups originals de músics que van rebre la Medalla d'Or de la "Royal Philharmonic Society". També va ser una de les primeres artistes a tenir la seva veu cantant gravada, inclòs un duet amb el seu marit. Una descripció extreta de The Daily Telegraph mostra que en una audiència privada a The Crystal Palace el Divendres Sant de 1878, 
| « | "... tant els duets com els solos van ser provats amb èxit per Madame Lemmens-Sherrington, M. Lemmens, Signor Foli, M. Manns i altres músics hàbils, el sentit agut dels quals va provocar un fenomen encara inexplicable, és a dir, que els sons musicals es reprodueixen en una tonalitat més alta, la meitat del to era la diferència mentre M. Lemmens i la seva dona donada cantaven un duet a l'embocadura ramificada alguna cosa els va fer riure a tots dos, i aquest incident va ser reproduït fidelment per la màquina" | » |

## Anys posteriors
En el moment de la mort del seu marit, el 1881, Lemmens-Sherrington va ser nomenada professora de cant al Conservatori de Brussel·les, i el 1891 a la Royal Academy of Music. A partir d'aquell moment va residir amb freqüència a Anglaterra. També va ensenyar al "Royal Manchester College of Music", on un dels seus alumnes va ser la contralt Edna Thornton.

A principis de 1889, poc abans del 33è aniversari de la seva primera aparició a Londres, va aparèixer al Royal Albert Hall en una interpretació de l'oratori flamenc Lucifer de Peter Benoit. George Bernard Shaw, que hi era present, va observar:
| « | "El mètode de Madame Sherrington sempre va ser el més segur; i té l'avantatge, no comú entre els artistes, de ser una dona intel·ligent i sensata"."I, excepte una vegada, quan va baixar el to durant un cor no acompanyat, i així va convertir l'entrada de l'orgue en una catàstrofe espantosa, no hi havia cap caiguda de què queixar-se". Va rebre "una cordial recepció espontània que va reconèixer amb tota la seva antiga gràcia". El treball en si va ser un complet fracàs." | » |

L'1 de novembre de 1894, Lemmens-Sherrington va sortir de la seva jubilació per cantar per última vegada en públic, La Creació de Haydn en un concert a Manchester en honor a Hallé. The Manchester Guardian va comentar que tot i que la veu no era tan rica i poderosa com ho havia estat vint anys abans, "un artista sempre és un artista, i en tot el que va cantar ahir a la nit, Madame Sherrington va mostrar l'habilitat d'una artista amb la seva vocalització acabada."